# Кейкок, Девонте
Дево́нте Ке́лвин Ке́йкок (англ. Devontae Calvin Cacok; род. 8 октября 1996 года в Чикаго, штат Иллинойс, США) — американский профессиональный баскетболист, играющий на позиции центрового. Чемпион НБА 2020 года в составе «Лос-Анджелес Лейкерс».

## Ранние годы и средняя школа
Кейкок родился в Чикаго, Иллинойс в семье Гарри и Роуз-Льюис Кейкоков. Он рос в Ривердейле, Джорджия. Кейкок начал играть в баскетбол в 8-м классе после того, как сломал своё запястье. Будучи второгодкой в средней школе, Кейкок присоединился к баскетбольной команде школы. В последнем году Кейкок набирал в среднем 22 очка и 12 подборов за игру и помог своей команде выиграть местный чемпионат.

## Карьера в колледже
На первом курсе Кейкок преимущественно выходил со скамейки запасных и набирал в среднем 3,3 очка за игру. На втором курсе Кейкок стал игроком основы и набирал в среднем 12,3 очков, с лучшим процентом попадания во всём первом дивизионе NCAA — 80,0%. Также он сделал 40 блоков, получил награду лучшему оборонительному игроку Колониальной спортивной ассоциации (CAA) и попал в третью сборную CAA.
Перед началом третьего курса состав команды сильно изменился и сменился тренер, который собирался разнообразить арсенал умений Кейкока. 15 февраля 2018 он набрал 21 очко и 16 подборов в победе над Илоном со счётом 87—63, а 17 февраля он набрал 29 очков и 17 подборов в поражении от Чарлстона со счётом 74—88. Благодаря таким выступлениям Кейкок был удостоен приза лучшему игроку недели по версии CBS Sports. По итогам сезона Кейкок набирал в среднем 17,8 очков и 13,5 подборов, став лидером по последнему показателю во всём первом дивизионе NCAA. Также он попал в первую сборную CAA.
На четвёртом курсе Кейкок набирал в среднем 15,2 очков и 12,3 подборов, снова попав в первую сборную CAA.
Кейкок занимает 1-е место в истории университета по количеству подборов, 4-е место по количеству очков, 6-е место по количеству блок-шотов.

## Профессиональная карьера

### Лос-Анджелес Лейкерс (2019—2021)
После того Кейкок не был выбран на драфте НБА 2019 года, он подписал контракт Exhibit 10 с «Лос-Анджелес Лейкерс», чтобы играть за них в Летней лиге 2019. 21 октября 2019 года Кейкок был отчислен, но позднее вошел в состав «Саут-Бей Лейкерс», аффилированного клуба Лейкерс в Джи-Лиге НБА.
11 декабря 2019 года Кейкок подписал двусторонний контракт с Лейкерс. 28 декабря он набрал 22 очка и 19 подборов в победе над «Нортерн Аризона Санз» в овертайме со счётом 124—120. 13 января 2020 года у Кейкока появилась стрессовая реакция в ноге, из-за которой он пропустил несколько недель. По итогам сезона Кейкок попал в первую сборную Джи-Лиги НБА, набирая в среднем 19,4 очков и 11,4 подборов за игру, а также в сборную новичков Джи-Лиги. 13 августа Кейкок дебютировал в НБА в составе «Лос-Анджелес Лейкерс» и набрал 6 очков и 5 подборов за 9 минут в поражении от «Сакраменто Кингз» со счётом 122—136. После победы «Лейкерс» над «Майами Хит» в финале НБА Кейкок стал чемпионом НБА, но в плей-офф он не провел на площадке ни минуты.
20 сентября 2021 года Кейкок подписал контракт с «Бруклин Нетс». Он был отчислен 16 октября в конце тренировочного лагеря.

### Сан-Антонио Сперс (2021—2022)
18 октября 2021 года «Сан-Антонио Спёрс» подписал с Кейкоком двусторонний контракт и перевел его в свой фарм-клуб «Остин Спёрс».
4 марта 2022 года «Сан-Антонио Спёрс» перевел его контракт на стандартные условия.

### Мотор-Сити Круз (2022—2023)
7 сентября 2022 года «Портленд Трэйл Блэйзерс» объявили о подписании контракта с Кейкоком. 7 октября он был отчислен.
3 ноября 2022 года Кейкок был включен в стартовый состав «Мотор Сити Круз».

### ЦСКА Москва (2023)
11 февраля 2023 года Кейкок подписал контракт с московским клубом «ЦСКА».

### Виртус Болонья (2023—2024)
10 июля 2023 года Кейкок подписал двухлетний контракт с «Виртус Болонья». 24 сентября 2023 года, выбив в полуфинале «Олимпию Милан», «Виртус» выиграл свой четвертый Суперкубок и третий подряд, победив со счетом 97-60 «Германи Брешиа». В декабре 2023 года Кэйкок получил серьезную травму колена в матче Евролиги против белградского "Партизана". 14 ноября 2024 года контракт Кейкока с итальянским клубом был расторгнут ввиду неопределенности со сроками восстановления игрока.

### Мурсия (2025)
8 августа 2025 года Кейкок подписал контракт с испанским клубом «Мурсия».

## Достижения
- Чемпион НБА: 2019/2020
- Бронзовый призёр Единой лиги ВТБ: 2022/2023
- Бронзовый призёр чемпионата России: 2022/2023
- Обладатель Суперкубка Италии: 2023

## Статистика

### Статистика в НБА
| Сезон   | Команда     | Регулярный сезон | Регулярный сезон          | Регулярный сезон         | Регулярный сезон         | Регулярный сезон                      | Регулярный сезон                   | Регулярный сезон            | Регулярный сезон           | Регулярный сезон              | Регулярный сезон              | Регулярный сезон         | Серия плей-офф  | Серия плей-офф            | Серия плей-офф           | Серия плей-офф           | Серия плей-офф                        | Серия плей-офф                     | Серия плей-офф              | Серия плей-офф             | Серия плей-офф                | Серия плей-офф                | Серия плей-офф           |
| Сезон   | Команда     | Сыгранные матчи  | Матчи в стартовой пятёрке | Количество минут за игру | Процент попаданий с игры | Процент попадания трёхочковых бросков | Процент попадания штрафных бросков | Количество подборов за игру | Количество передач за игру | Количество перехватов за игру | Количество блок-шотов за игру | Количество очков за игру | Сыгранные матчи | Матчи в стартовой пятёрке | Количество минут за игру | Процент попаданий с игры | Процент попадания трёхочковых бросков | Процент попадания штрафных бросков | Количество подборов за игру | Количество передач за игру | Количество перехватов за игру | Количество блок-шотов за игру | Количество очков за игру |
| ------- | ----------- | ---------------- | ------------------------- | ------------------------ | ------------------------ | ------------------------------------- | ---------------------------------- | --------------------------- | -------------------------- | ----------------------------- | ----------------------------- | ------------------------ | --------------- | ------------------------- | ------------------------ | ------------------------ | ------------------------------------- | ---------------------------------- | --------------------------- | -------------------------- | ----------------------------- | ----------------------------- | ------------------------ |
| 2019/20 | Лейкерс     | 1                | 0                         | 8,9                      | 50,0                     | -                                     | -                                  | 5,0                         | 1,0                        | 0,0                           | 0,0                           | 6,0                      | Не участвовал   | Не участвовал             | Не участвовал            | Не участвовал            | Не участвовал                         | Не участвовал                      | Не участвовал               | Не участвовал              | Не участвовал                 | Не участвовал                 | Не участвовал            |
| 2020/21 | Лейкерс     | 20               | 1                         | 4,9                      | 58,6                     | -                                     | 45,5                               | 1,6                         | 0,1                        | 0,3                           | 0,2                           | 2,0                      | Не участвовал   | Не участвовал             | Не участвовал            | Не участвовал            | Не участвовал                         | Не участвовал                      | Не участвовал               | Не участвовал              | Не участвовал                 | Не участвовал                 | Не участвовал            |
| 2021/22 | Сан-Антонио | 15               | 0                         | 8,1                      | 67,7                     | -                                     | 57,1                               | 2,8                         | 0,4                        | 0,5                           | 0,5                           | 3,1                      | Не участвовал   | Не участвовал             | Не участвовал            | Не участвовал            | Не участвовал                         | Не участвовал                      | Не участвовал               | Не участвовал              | Не участвовал                 | Не участвовал                 | Не участвовал            |
|         | Всего       | 36               | 1                         | 6,3                      | 62,1                     | -                                     | 50,0                               | 2,2                         | 0,2                        | 0,4                           | 0,3                           | 2,5                      | Не участвовал   | Не участвовал             | Не участвовал            | Не участвовал            | Не участвовал                         | Не участвовал                      | Не участвовал               | Не участвовал              | Не участвовал                 | Не участвовал                 | Не участвовал            |

### Статистика в Джи-Лиге
| Сезон   | Команда          | Регулярный сезон | Регулярный сезон          | Регулярный сезон         | Регулярный сезон         | Регулярный сезон                      | Регулярный сезон                   | Регулярный сезон            | Регулярный сезон           | Регулярный сезон              | Регулярный сезон              | Регулярный сезон         | Серия плей-офф  | Серия плей-офф            | Серия плей-офф           | Серия плей-офф           | Серия плей-офф                        | Серия плей-офф                     | Серия плей-офф              | Серия плей-офф             | Серия плей-офф                | Серия плей-офф                | Серия плей-офф           |
| Сезон   | Команда          | Сыгранные матчи  | Матчи в стартовой пятёрке | Количество минут за игру | Процент попаданий с игры | Процент попадания трёхочковых бросков | Процент попадания штрафных бросков | Количество подборов за игру | Количество передач за игру | Количество перехватов за игру | Количество блок-шотов за игру | Количество очков за игру | Сыгранные матчи | Матчи в стартовой пятёрке | Количество минут за игру | Процент попаданий с игры | Процент попадания трёхочковых бросков | Процент попадания штрафных бросков | Количество подборов за игру | Количество передач за игру | Количество перехватов за игру | Количество блок-шотов за игру | Количество очков за игру |
| ------- | ---------------- | ---------------- | ------------------------- | ------------------------ | ------------------------ | ------------------------------------- | ---------------------------------- | --------------------------- | -------------------------- | ----------------------------- | ----------------------------- | ------------------------ | --------------- | ------------------------- | ------------------------ | ------------------------ | ------------------------------------- | ---------------------------------- | --------------------------- | -------------------------- | ----------------------------- | ----------------------------- | ------------------------ |
| 2019/20 | Саут-Бей Лейкерс | 33               | 2                         | 23,9                     | 65,8                     | 0,0                                   | 57,9                               | 11,9                        | 0,8                        | 1,1                           | 0,4                           | 19,4                     | Не участвовал   | Не участвовал             | Не участвовал            | Не участвовал            | Не участвовал                         | Не участвовал                      | Не участвовал               | Не участвовал              | Не участвовал                 | Не участвовал                 | Не участвовал            |
| 2021/22 | Остин Спёрс      | 37               | 35                        | 29,5                     | 56,1                     | 32,1                                  | 65,5                               | 11,8                        | 2,2                        | 1,3                           | 0,4                           | 18,7                     | Не участвовал   | Не участвовал             | Не участвовал            | Не участвовал            | Не участвовал                         | Не участвовал                      | Не участвовал               | Не участвовал              | Не участвовал                 | Не участвовал                 | Не участвовал            |
| 2022/23 | Мотор-Сити Круз  | 28               | 28                        | 29,6                     | 61,1                     | 19,2                                  | 64,9                               | 9,7                         | 1,5                        | 1,0                           | 0,4                           | 18,6                     | Не участвовал   | Не участвовал             | Не участвовал            | Не участвовал            | Не участвовал                         | Не участвовал                      | Не участвовал               | Не участвовал              | Не участвовал                 | Не участвовал                 | Не участвовал            |
|         | Всего            | 98               | 65                        | 27,6                     | 60,7                     | 27,5                                  | 62,8                               | 11,3                        | 1,5                        | 1,1                           | 0,4                           | 18,9                     | Не участвовал   | Не участвовал             | Не участвовал            | Не участвовал            | Не участвовал                         | Не участвовал                      | Не участвовал               | Не участвовал              | Не участвовал                 | Не участвовал                 | Не участвовал            |

### Статистика в NCAA
| Сезон   | Команда        | Конференция | Год обучения («FR» — 1 курс, «SO» — 2 курс, «JR» — 3 курс, «SR» — 4 курс) | Сыгранные матчи | Матчи в стартовой пятёрке | Количество минут за игру | Процент попаданий с игры | Процент попадания трёхочковых бросков | Процент попадания штрафных бросков | Количество подборов за игру | Количество передач за игру | Количество перехватов за игру | Количество блок-шотов за игру | Количество очков за игру |
| ------- | -------------- | ----------- | ------------------------------------------------------------------------- | --------------- | ------------------------- | ------------------------ | ------------------------ | ------------------------------------- | ---------------------------------- | --------------------------- | -------------------------- | ----------------------------- | ----------------------------- | ------------------------ |
| 2015/16 | УСК Уилмингтон | CAA         | FR                                                                        | 29              | 4                         | 9,1                      | 65,2                     |                                       | 40,7                               | 2,9                         | 0,1                        | 0,4                           | 0,2                           | 3,3                      |
| 2016/17 | УСК Уилмингтон | CAA         | SO                                                                        | 35              | 33                        | 25,9                     | 80,0                     |                                       | 58,9                               | 9,8                         | 0,4                        | 1,1                           | 1,3                           | 12,3                     |
| 2017/18 | УСК Уилмингтон | CAA         | JR                                                                        | 32              | 29                        | 29,4                     | 58,5                     |                                       | 61,2                               | 13,5                        | 0,9                        | 1,0                           | 0,6                           | 17,7                     |
| 2018/19 | УСК Уилмингтон | CAA         | SR                                                                        | 33              | 31                        | 28,8                     | 59,0                     | 100,0                                 | 60,0                               | 12,3                        | 0,6                        | 0,9                           | 0,7                           | 15,2                     |
| Всего   | Всего          | Всего       | Всего                                                                     | 129             | 97                        | 23,8                     | 63,9                     | 100,0                                 | 59,2                               | 9,8                         | 0,5                        | 0,9                           | 0,7                           | 12,3                     |

### Статистика в других лигах
| Сезон | Команда          | Лига             | GP | GS | MPG  | FG%  | 3P% | FT%  | RPG | APG | SPG | BPG | PFL | TOV | PPG |
| --- | ---------------- | ---------------- | -- | -- | ---- | ---- | --- | ---- | --- | --- | --- | --- | --- | --- | --- |
| 2022/23 | ЦСКА             | Единая лига ВТБ  | 20 | 4  | 17,4 | 71,3 | -   | 45,1 | 5,6 | 0,9 | 0,9 | 0,2 | 3,0 | 2,1 | 9,6 |
| 2023/24 | Все клубы        | Все лиги         | 27 | 6  | 11,0 | 58,8 | -   | 53,3 | 2,9 | 0,4 | 0,4 | 0,1 | 1,9 | 0,7 | 3,6 |
| 2023/24 | Виртус (Болонья) | Евролига         | 15 | 1  | 9,1  | 71,4 | -   | 66,7 | 2,3 | 0,5 | 0,3 | 0,1 | 1,7 | 0,7 | 3,2 |
| 2023/24 | Виртус (Болонья) | Чемпионат Италии | 12 | 5  | 13,5 | 50,0 | -   | 44,4 | 3,6 | 0,3 | 0,4 | 0,1 | 2,1 | 0,7 | 4,0 |
| Всего | Всего            | Всего            | 47 | 10 | 13,7 | 66,5 | -   | 47,3 | 4,0 | 0,6 | 0,6 | 0,1 | 2,3 | 1,3 | 6,1 |
| Наведите курсор мыши на аббревиатуры в заголовке таблицы, чтобы прочесть их расшифровку Статистика приведена с сайта basketball.realgm.com |                  |                  |    |    |      |      |     |      |     |     |     |     |     |     |     |